# Giorgio Bassi
 Giorgio Bassi  va ser un pilot de curses automobilístiques italià que va arribar a disputar curses de Fórmula 1.
Va néixer el 20 de gener del 1934 a Milà, Llombardia, Itàlia.

## A la F1
Giorgio Bassi va debutar a la vuitena cursa de la temporada 1965 (la setzena temporada de la història) del campionat del món de la Fórmula 1, disputant el 12 de setembre del 1965 al circuit de Monza el GP d'Itàlia.
Va participar en una única prova puntuable pel campionat de la F1, no aconseguint finalitzar la cursa per problemes mecànics i no assolí cap punt pel campionat del món de pilots.

## Resultats a la Fórmula 1
| Any  | Equip               | Xassís | Motor | 1   | 2   | 3   | 4   | 5   | 6   | 7   | 8       | 9   | 10  | Posició | Punts |
| ---- | ------------------- | ------ | ----- | --- | --- | --- | --- | --- | --- | --- | ------- | --- | --- | ------- | ----- |
| 1965 | Scuderia Centro Sud | BRM    | BRM   | SUD | MON | BEL | FRA | GBR | HOL | ALE | ITA Ret | USA | MEX | -       | 0     |

### Resum
| Curses: | Victòries: | Pòdiums: | Poles: | Voltes ràpides: | Punts: |
| ------- | ---------- | -------- | ------ | --------------- | ------ |
| 1       | 0          | 0        | 0      | 0               | 0      |